# خنزارة

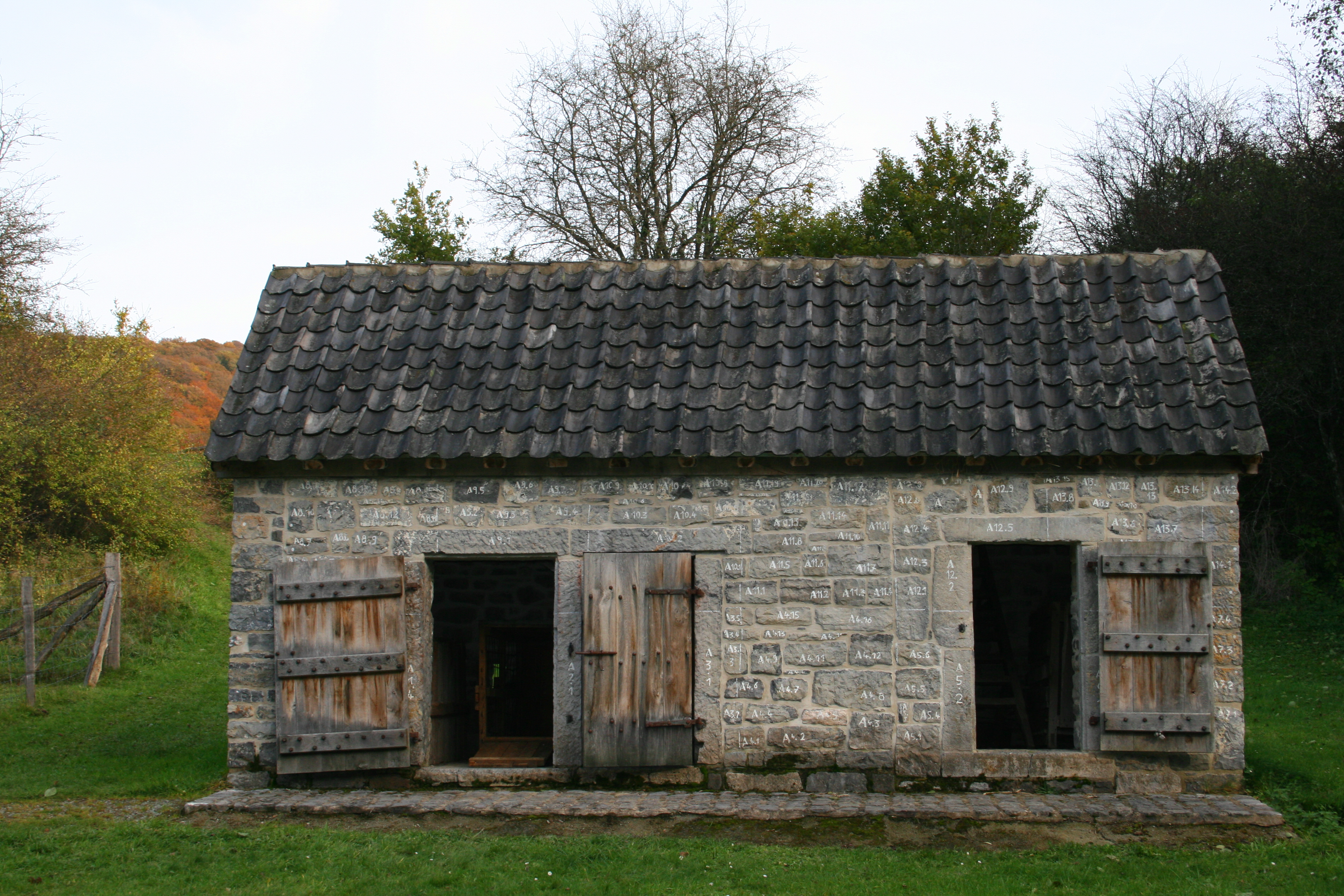
خنزارة - متحف الحياة الريفية في والونيا في بلجيكا

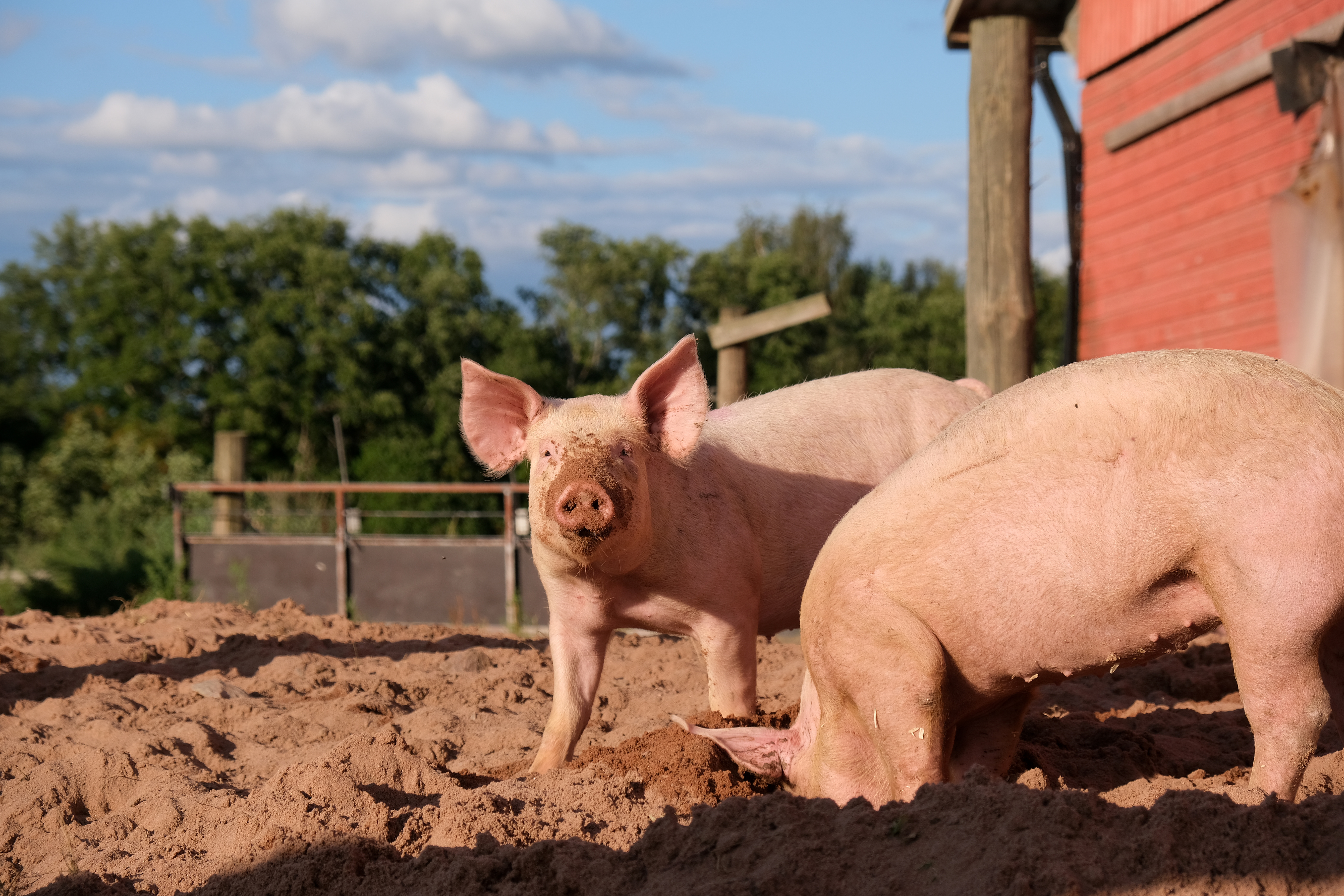
خنزارة في فنلندة

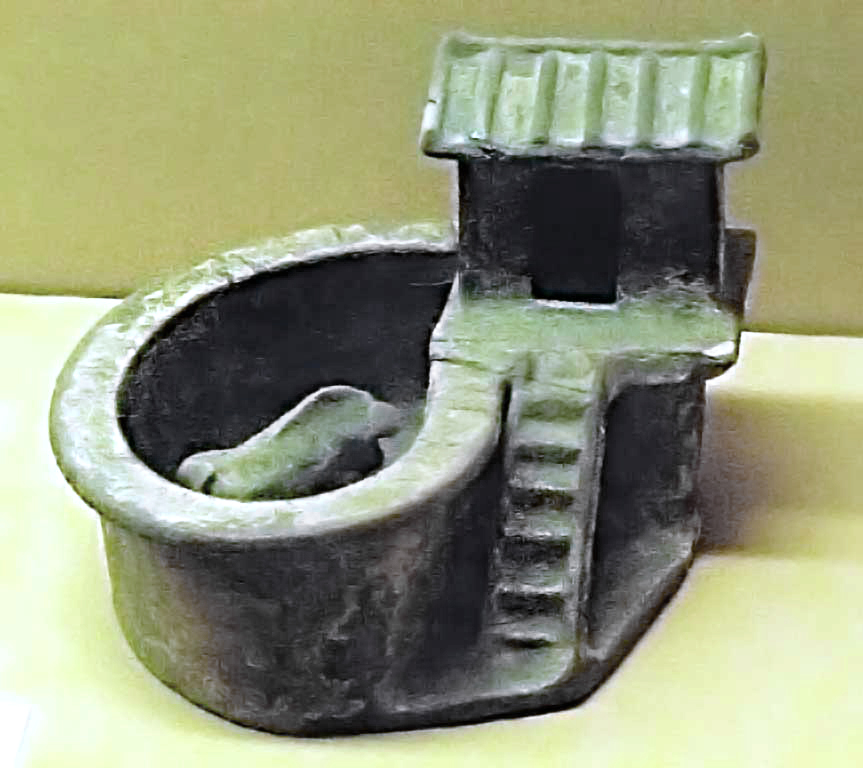
نموذج خنزارة له مرحاض في الصين، أسرة هان الشرقية ، 25-220 م

الخنزارة أو زريبة الخنازير مأوى صغير الحجم لتربية الخنازير المستأنسة.